# Egon Parbo
Egon Parbo (15 aprile 1910 – 24 aprile 1942) è stato un calciatore estone, di ruolo centrocampista.